# ستيفن كالدر
ستيفن كالدر هو ربان ‏ كندي، ولد في 1 ديسمبر 1957 في ديترويت في الولايات المتحدة.

## وصلات خارجية
- ستيفن كالدر على موقع أوليمبيديا (الإنجليزية)